# Sakuye
Die Sakuye sind eine Ethnie in der Nordostregion Kenias. Sie gingen aus Rendille hervor, die sich gemeinsam mit Angehörigen weiterer somaloider Gruppen mit den Borana-Oromo verbündeten. Ihre Sprache ist heute der Borana-Dialekt der Oromo-Sprache.
Sie lebten traditionell als Kamelnomaden, sind jedoch zu einem großen Teil sesshaft geworden, seit der „Shifta-Krieg“ in den 1960er Jahren ihre Lebensgrundlagen beeinträchtigt hat. Sie zerfallen in eine südliche Gruppe im Distrikt Isiolo und eine nördliche um Dabel. Hatten sich bei der Volkszählung von 1969 noch 4369 Personen als Sakuye bezeichnet, gaben 1979 nur mehr 1824 diese ethnische Zugehörigkeit an. Wahrscheinlich bezeichneten sich damals zahlreiche Sakuye stattdessen als Borana.

## Geschichte
Mündlichen Überlieferungen zufolge trennten sich die Vorläufer der Sakuye von den somaloiden Rendille. Die Bezeichnung Sakuye verweist auf ihre Herkunft aus Saaku, eine andere Bezeichnung für den Ort Marsabit. Zu diesen „eigentlichen Sakuye“ kamen die Sakuye Miigo hinzu, deren Begründer ein von den Garre verstoßener Mann gewesen sein soll, der unterschiedlichen Überlieferungen zufolge eine ebenfalls verstoßene Frau von den Borana-Oromo oder von den Jägern und Sammlern der Waata heiratete und sich den Borana anschloss. Die Borana, die im Zuge der Expansion der Oromo seit dem 16. Jahrhundert in weite Gebiete Nordkenias vordrangen, nahmen die Sakuye und Miigo gemeinsam als Verbündete auf. Die Sakuye sprechen heute den Borana-Dialekt des Oromo.
Womöglich unter dem Druck der benachbarten Somali nahmen die Sakuye im 20. Jahrhundert den Islam an, den sie jedoch nie in orthodoxer Weise praktizierten. So gaben sie zwar das Trinken von Tierblut als Bestandteil ihrer Ernährung auf, betrachten dessen Verwendung als „Medizin“ aber als halāl (erlaubt).
In der Kolonialzeit wurde das Gebiet der Sakuye Teil der britischen Kolonie Kenia. Im Referendum von 1962, in dem die nomadische Bevölkerung Nordostkenias darüber abstimmte, ob sie bei Kenia verbleiben oder sich Somalia anschließen würde, sprachen sich die Sakuye mehrheitlich für die Trennung von Kenia aus. Vertreter Kenias setzten allerdings durch, dass das Gebiet Teil von Kenia blieb, als dieses 1963 unabhängig wurde.
Daraufhin kam es zum Guerilla-Krieg, in dem Somali-Separatisten für den Anschluss an ein Groß-Somalia kämpften. In diesem sogenannten „Shifta-Krieg“ wurden die Sakuye sowohl von den Somali als auch von den kenianischen Sicherheitskräften in Mitleidenschaft gezogen. Da sie den Borana nahestehen, wurden sie von Somali als pro-kenianische Gegner betrachtet und ausgeraubt. Die Sicherheitskräfte verdächtigten ihrerseits auch die Sakuye als Unterstützer der Separatisten und erschossen viele ihrer Kamele. Die Sakuye selbst wurden in von der Regierung kontrollierte Siedlungen gezwungen.
Infolge des Shifta-Krieges mussten viele Sakuye ihre traditionelle Lebensweise aufgeben und sesshaft werden. Mit dem Verlust der Kamele wurden auch Rituale aufgegeben, in denen diese Tiere eine zentrale Rolle hatten. Der Anthropologe John Baxter schrieb über ein Dorf im Distrikt Isiolo, das er zuvor 1953 besucht hatte:
„1982 lebten nur noch wenige Glückliche von der Viehzucht. Etwa 40 Prozent der Boran und Sakuye im Distrikt waren in schäbige Vorortsiedlungen um die neuen von der Verwaltung eingerichteten Ortschaften gezogen. Dort bestritten sie eine karge Existenz, indem sie an den Tankstellen herumhängend auf Gelegenheitsjobs warteten, miraa (Kath) auf den Straßen verkauften, illegal Alkohol herstellten, sich in der Prostitution betätigten und so weiter.“
Einigen Sakuye gelang es jedoch, wieder Viehherden aufzubauen und zum Nomadentum zurückzukehren. Diejenigen, die sich in Dabel niederließen, wurden Ackerbauern.